# きしたかの
きしたかのは、マセキ芸能社所属のお笑いコンビ。2012年5月結成。ワタナベコメディスクール14期生。

## メンバー
岸 大将（きし たいすけ、1990年2月3日（35歳） - ）
ボケ・ネタ作り担当。
東京都江東区深川出身。深川第二中学校・目黒学院高等学校卒業、国士舘大学理工学部中退。身長172 cm、体重121 kg。BWHはそれぞれ124・127.7・118.5。足のサイズ28 cm。
普通自動車免許を所持している。
好物はカキフライ。カキフライ好きを豪語していたため、直の先輩である内村光良（ウッチャンナンチャン）がプロデュースした舞台で"カキフライ"がセリフに入っていた。
趣味は野球観戦、サッカー、相撲、格闘技、『銀魂』、『北の国から』鑑賞。特技は水泳（高校3年生時にジュニア五輪、大学時代はインカレへ競泳の自由形で出場経験あり）、耳たぶから音を出せること、イカとタラを煮込み片栗粉でとろみをつけて精液のようなものを錬成できること。
2021年10月16日、6年交際していた一般女性との入籍を『チャンスの時間』（ABEMA）内で発表。2022年4月に第一子が誕生した。
家族が亡くなった際、遺族に昔のピンネタを書いていたスケッチブックと遺書を間違われた経験がある。
モノマネのレパートリーがいくつかあり、ラジオのOPやコーナーで活用している（和田アキ子、ビートたけし、伊藤俊介〈オズワルド〉など）。

高野 正成（たかの まさなり、1989年5月20日（36歳） - ）
ツッコミ担当。愛称は高野さん、まーちゃん、キンタマさん。
本名の表記は「高」がはしご高の「髙野 正成（読み同じ）」。
東京都江東区深川出身、深川第二中学校・國學院大學久我山高等学校・日本大学経済学部卒業。身長165 cm、体重81.4 kg、BWHはそれぞれ・93.5・86.5・97。足のサイズ27 cm。血液型はAB型。薄毛。
小学校時代、サッカーボールを燃やしたことがある。
普通自動車免許および剣道四段、中高社会科の教員免許を所持している。
趣味はスーパー銭湯巡り。特技は剣道（高校時代に東京都団体戦で優勝、個人戦にて5位の成績）、ツッコミ（事務所のライブで先輩である小宮浩信（三四郎）からの執拗なイジりに激怒しつつツッコんだのが大ウケし、手応えを感じたから）。
好物は茹でたエビ、そうめん、カツ丼（ただしソースカツ丼は除く）。 アメリカンドッグも好むが頭が狂うものだと捉えている。
犬アレルギー。
前述の通り、高校時代には剣道で東京都団体戦で優勝し全国大会へ駒を進めるも調子が悪くなり、メンバーから外されてしまった苦い過去を持つ。剣道は大学進学後も続けた。
顔やツッコミの仕方が小峠英二（バイきんぐ）に似ている。
出演したい番組は『世界の果てまでイッテQ!』（日本テレビ）。
2017年末に「高野角栄」へ改名しようとして、事務所と掛け合ったものの認められなかった。一緒に掛け合った細田祥平（当時バーニーズ、現・ひつじねいり）は「細田官房長官」への改名を申請したが、そちらはなぜか認められた。
R-1グランプリには「たかのピエロ」として出場、2019・2023に準決勝進出。
祖父は100m走の元福島県代表で、国体に出場経験もある。
実家は居酒屋経営で（2024年1月閉店）、近年はオレンジの庇だったが以前は緑色だった。バナナの天ぷらや、キュウリ入りウーロンハイを提供していた。
小さい陰部についてよくイジられる。
制服物のアダルトビデオが好きだったが、近年はニューハーフ物を好むようになった。
得意なモノマネは中居正広で、ラジオでモノマネコーナーもあるが「〜べ」と語尾をつけるだけでさほど似ていない。小宮からも「ハゲてるから似てない」と言われた。
三遊亭小遊三に似ていると『チャンスの時間』で言われているが本人は断固として認めていない。
セールスポイント【ツッコミのスピード】
中田敦彦（オリエンタルラジオ）の提言をトイレで見ていた。松本人志（ダウンタウン）への憧れから芸人になったため、中田に対する怒りから人生で一番大きく真っ黒い糞が出た。
謎の言葉「キムカツ」の発案者。
2023年9月24日放送の『チャンスの時間』内で、同年8月4日にまるゆか（ゆめまなこ）と入籍していたことを発表。

## 来歴
深川第二中学校の同級生だった岸と高野は、所属していた部活こそ違えどお笑い好きという共通点があり、仲が良かった。
岸は国士舘大学の4年に進級する前、当時訪れていた高速水着（レーザーレーサーの隆盛）の時代の波にうまく乗れずスランプに陥り、悩んでいてもしょうがないと考え大学を中退し、お笑い養成所への入学を決めた。高野は共通の友人から岸が養成所に入る話を聞きつけ、自分も入ろうと思い立ち岸に電話をかけてコンビ結成。当初は岸だけでNSC（吉本総合芸能学院）かスクールJCAに行こうと考えていたが岸曰く「高野中心で勝手に話が進み」、高野が持ってきたパンフレットから入学する養成所をワタナベコメディスクールに決め、高野はしばらく大学と養成所を両立させていた。
2012年にワタナベコメディスクールを卒業後は約1年間フリーで活動、その後はオーディションを経てマセキ芸能社所属となる。
2020年に、YouTubeチャンネル「きしたかのなかよしチャンネル」を開設。YouTubeの配信を始めたきっかけは、2019年秋頃にコンビ共通の友人である元芸人の大河内敦揮が『チャンスの時間』でのロケが面白いと感じ、もっと見たいと思ってきしたかのに声を掛けたからであった。チャンネル発足当初は色んな企画に挑戦する内容であったが、2022年1月に高野へのドッキリ企画を主軸とする「高野さんを怒らせたい。」にチャンネル名を変更した。なお、ドッキリ企画が主になってからは高野は企画会議には参加していない。

## 芸風
かつてはコント中心だったが、2019年の単独ライブでのEDにて岸が「自分が架空の高野ファンをSNS上で演じている」話をしたところライブ本編のコントよりもウケたことで、これがきっかけとなってコントに見切りを付け同年末から漫才をメインに演じるようになった。2023年はキングオブコントに初めてエントリーせず、M-1グランプリ2023では準決勝まで進出。その際はコント漫才ではなくしゃべくり漫才。岸の茶化すような細かいボケに、高野が怒り調子でツッコむネタが多い。
ネタ作りは高野のキャラを活かし、高野が思いついたテーマを岸に振り、岸が一通り書いてみて高野が笑えば採用し練り上げていくというシステムを取っている。

## 賞レースの戦績

### M-1グランプリ
| 年（回）         | 結果         | エントリー No. | 会場                   | 日時       | 備考           |
| ---------------- | ------------ | -------------- | ---------------------- | ---------- | -------------- |
| 2020年（第16回） | 2回戦進出    | 287            | よしもと有楽町シアター | 2020/11/4  |                |
| 2021年（第17回） | 2回戦進出    | 643            | 雷5656会館ときわホール | 2021/10/17 |                |
| 2022年（第18回） | 準々決勝進出 | 1518           | ルミネtheよしもと      | 2022/11/16 |                |
| 2023年（第19回） | 準決勝進出   | 2245           | NEW PIER HALL          | 2023/12/7  | 敗者復活戦進出 |
| 2024年（第20回） | 準々決勝進出 | 2479           | ルミネtheよしもと      | 2024/11/21 |                |

## 出演

### 現在のレギュラー番組
- きしたかののブタピエロ（TBSラジオ、2024年4月5日 - ）
- カチコチTV（FANZA TV）不定期出演

### 過去のレギュラー番組
- N93 きしたかののブタピエロ（TBSラジオ Podcast、2023年4月3日 - 2024年3月25日）
- きしたかののバナナの天ぷら（Japan Cross Radio）
- ミクロヒー（日本テレビ）高野のみ

### 過去に出演した番組

#### テレビ
- NHK紅白歌合戦 第71回（NHK）高野のみ
- ぐるぐるナインティナイン「おもしろ荘へいらっしゃい!」（日本テレビ）
- 有田ジェネレーション（TBSテレビ）
- ※注 芸人調べ（テレビ朝日）
- エージェントWEST!（朝日放送）[18]
- 水曜日のダウンタウン（TBSテレビ）[19]
- ウチのガヤがすみません!（日本テレビ）
- そろそろ にちようチャップリン（2023年10月21日、テレビ東京）
- アメトーーク!（2024年11月7日、テレビ朝日）
- 千鳥の鬼レンチャン（フジテレビ）水泳サバイバルレンチャン 岸のみ
- 白黒アンジャッシュ（2023年9月19日・26日、千葉テレビ）
- 千原ジュニアの座王（2024年1月20日、関西テレビ）
- お笑いエスポワール号（2023年12月16日、TBSテレビ）
- お笑いの日2023（2023年10月21日、TBSテレビ）
- ラヴィット!（TBSテレビ）
- ジョンソン（2023年10月23日、TBSテレビ）
- なすなかにしのゲームキングダム（2023年10月10日、10月25日、BS11）高野のみ
- 賞金奪い合いネタバトル ソウドリ〜SOUDORI〜（2023年12月11日、TBSテレビ）
- お笑いアカデミー賞2023（2023年12月23日、TBSテレビ）
- お笑いオムニバスGP（2024年1月2日、フジテレビ）高野のみ
- なぜここにいるの？ごみ物語（2024年1月26日、2月1日、テレビ朝日）高野のみ
- 有吉ゼミ（2024年2月26日、日本テレビ）高野のみ
- 金曜日のメタバース（2024年2月16日、テレビ朝日）高野のみ
- ひらけ!パンドラの箱 アンタッチャブるTV （2023年10月10日、2024年1月30日、2月25日、関西テレビ）高野のみ
- ランジャタイのがんばれ地上波!（テレビ朝日）
- オールスター後夜祭24春（2024年4月6日、TBSテレビ）
- オールスター後夜祭24秋（2024年10月4日、TBSテレビ）
- お笑いチェインギャング（2024年9月28日、フジテレビ）高野のみ
- しくじり先生 俺みたいになるな!!（2024年9月13日、テレビ朝日・ABEMA）
- おはスタ（2024年10月8日、テレビ東京）高野のみ
- クロナダル（2024年10月22日、テレビ朝日）高野のみ
- くりぃむナンタラ（テレビ朝日）
- あちこちオードリー（2024年6月19日、7月3日、テレビ東京）
- ロンドンハーツ（テレビ朝日）
- 月ともぐら（テレビ東京）
- さらばの双六ひみつ倶楽部（2024年9月2日、テレビ朝日）高野のみ
- イワクラせいや警備保障（2024年7月24日、テレビ朝日）
- テレビ千鳥（テレビ朝日）
- 有吉ぃぃeeeee!そうだ!今からお前んチでゲームしない?（2024年9月1日、テレビ東京）
- お笑いワイドショー マルコポロリ!（2023年10月8日、関西テレビ）
- 芸能人が本気で考えた!ドッキリGP（フジテレビ）高野のみ
- ゴッドタン（テレビ東京）
- さんまのお笑い向上委員会（2023年12月2日、フジテレビ）
- お笑いの日2024（TBSテレビ）
- チョコプランナー（2024年8月18日、11月10日、テレビ朝日）高野のみ
- 即今日話（2024年10月、テレビ東京）高野のみ
- チャンハウス（2024年11月16日、フジテレビ）高野のみ
- 大悟の芸人領収書（2024年11月25日、日本テレビ）高野のみ

#### テレビドラマ
- 育休刑事 第7話（NHK）高野のみ

#### ラジオ
- マイナビ Laughter Night（TBSラジオ） - 2017年11月17日[20]・2021年7月30日[21]・2022年8月5日[22]・2023年1月6日[23]
- きしたかののブタピエロ（TBSラジオ）-2024年4月
- マヂカルラブリーのオールナイトニッポン0(ZERO)（2023年10月19日、ニッポン放送）高野のみ
- トイズハート放送局（2024年2月5日、ラジオ関西）高野のみ
- パンサー向井の＃ふらっと（2024年4月1日、TBSラジオ）
- 大竹まこと ゴールデンラジオ!（2024年4月11日、文化放送）
- 三四郎のゴールデンウィークを満たしたい！（2024年5月3日、ニッポン放送）
- ナイツ ザ・ラジオショー（2024年6月20日、ニッポン放送）
- ねむチキ（2024年8月11日、8月18日、TBSラジオ）
- ナイツのちゃきちゃき大放送（2024年8月10日、TBSラジオ）-代役
- 爆笑問題の日曜サンデー（2024年9月22日、TBSラジオ）
- 土曜朝6時 木梨の会。（2024年10月12日、TBSラジオ）
- 狩野英孝のAuDee CONNECT（2024年11月アシスタント、JFN系ネット・AuDee配信）

#### ネット配信
- チャンスの時間（ABEMA）[8]
- 大脱出（2023年2月22日、DMM TV）高野のみ[24]
- 大脱出2（2024年4月24日、DMM TV）高野のみ
- 佐久間宣行のNOBROCK TV（YouTube）
- ニューヨークジャック（2023年10月19日、X旧Twitter）
- きしたかののサンダーボルト（ニコニコチャンネル）
- ミクチャTV（ミクチャ）
- しくじり学園放送室（ABEMA）
- 地球再生バラエティ「RE:CLIMATE」（YouTube）
- デリッシュキッチン（YouTube）
- 手越祐也の日曜2軒目で会いましょう（YouTube）
- 脳汁じゅ〜す（ABEMA）
- カチコチTV（FANZA TV）
- 代官山メロンプラス（ヘブンTV）高野のみ
- 東京スキャンダルクラブ（FANZA TV）
- 会うもの全てを笑わせる！Everytime芸人（DMM TV）
- 鬼のドッキリで涙（DMM TV）高野のみ
- KILLA KUTS（Amazon Prime Video）
- パーラーカチ盛りABEMA店（ABEMA）
- 罵倒村（2025年5月13日、Netflix) - 高野のみ[25]

#### 舞台
- 「きしかしわぎたかよしの」きしたかの＆素敵じゃないか（2024年4月16日、座・高円寺2）
- 「誕生日くらいは！みんなで高野さんを祝いたい！」きしたかのオンラインライブ（2024年5月19日）
- 「きしかしわぎたかよしの2」きしたかの＆素敵じゃないか（2024年9月4日、ユーロライブ）
- きしたかののブタピエロ公開収録in札幌（2024年9月6日、TBSラジオ）

#### 書籍
- 『芸人雑誌 volume8』（2022年12月27日、クイック・ジャパン別冊／太田出版）- 表紙